# Weißbrot

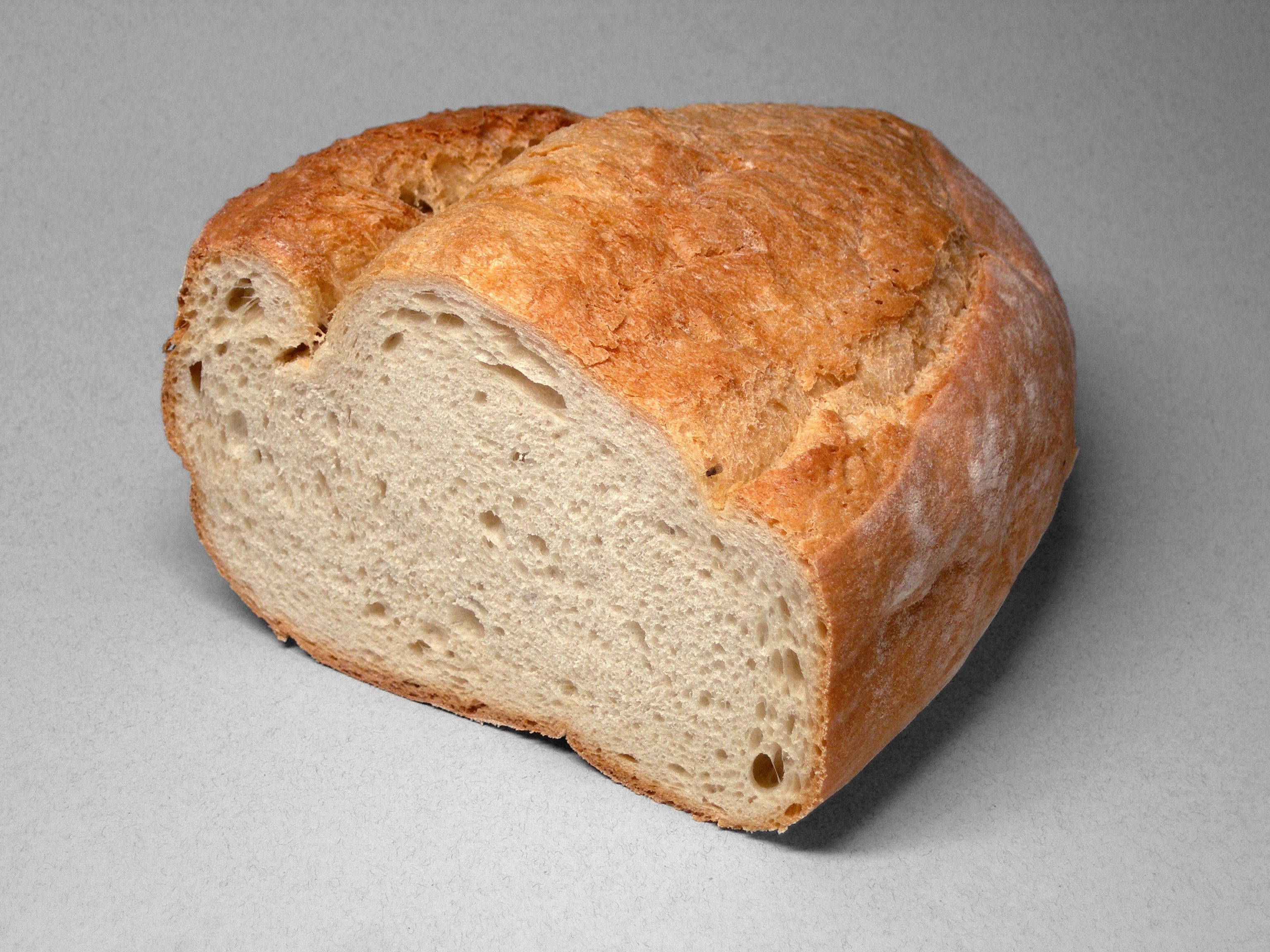
Französisches Weißbrot

Weißbrot (auch Weizenbrot) ist Brot, das aus Weizenmehl gebacken wird. Als Backtriebmittel wird vorwiegend Hefe, seltener Weizensauer verwendet.
In Deutschland muss das verwendete Mehl zu mindestens 90 % aus Weizenmehl bestehen, damit es im Handel als Weißbrot verkauft werden darf. Außerdem können bis zu 10 % Prozent andere Getreideerzeugnisse zugegeben werden. Das Brot enthält weniger als 10 Gewichtsanteile Fett und/oder Zucker auf 90 Gewichtsanteile Getreide und/oder Getreideerzeugnisse.
Das Brot enthält durch die Verarbeitung von Weizenmehl Gluten. Glutenfreie Variante sind gelegentlich erhältlich, stellen aber per Definition kein eigentliches Weißbrot da, da meistens kein Weizen enthalten ist.

## Geschichte des Weißbrotes
Weizen wurde von jeher zu Weißbrot verbacken, das als umso wertvoller galt, je heller es war. Im ägyptischen Mittleren Reich erhielten Beamte als Teil ihres Lohns täglich zwei Laibe Weißbrot, im alten Rom gab es eine eigene Innung der Weißbrotbäcker. Auch im deutschsprachigen Raum des 17. Jahrhunderts wurden noch Weißbrotbäcker von Schwarzbrotbäckern unterschieden. Um das gewünschte helle Mehl zu gewinnen, wurde es noch mit der Kleie fein gesiebt oder in Stoffsäcken „gebeutelt“. Die zurückbleibende Kleie diente, nachdem sie gekocht war, als Schweinefutter. Um Betrug zu vermeiden, war es in Frankreich ab etwa 1500 verboten, die Kleie ein zweites Mal zu mahlen – sie hätte sonst unbemerkt unter feineres Mehl gemischt werden können.
Seit den 1920er Jahren wurde – vor allem in Deutschland – die Vorstellung verbreitet, Weißbrot sei ungesund und Vollkornweizenbrot, das bis dahin, außer in Notzeiten oder als Kommissbrot, gemieden wurde, sei ein wertvolleres Nahrungsmittel. Auch aus Sicht der Ernährungsphysiologie wird empfohlen, dass Vollkornprodukte in der Ernährung einen ausreichenden Anteil haben sollten.

## Geruchsgebende Komponente

Strukturformel des Naturstoffs 2-Acetyl-1-pyrrolin

Die geruchsgebende Komponente der Kruste von frisch gebackenem Weizenbrot ist 2-Acetyl-1-pyrrolin, ein Naturstoff, der auch in den Blättern von Spinat-, Soja- und Gurkenpflanzen gefunden wurde.